# Agrostis angrenica
Agrostis angrenica là một loài thực vật có hoa trong họ Hòa thảo. Loài này được (Butk.) Tzvelev mô tả khoa học đầu tiên năm 1971.